# Wink
Wink (ウィンク, Wink?) fue un popular dúo femenino de pop japonés de la década de los 80 conocidas por haber popularizado el género Hi-NRG en Japón. Las 2 miembros eran Sachiko Suzuki (鈴木早智子 , nacida el 22 de febrero de 1969) y Shōko Aida (相田翔子 , nacida el 23 de febrero de 1970). Editaron su primer sencillo en mayo de 1988, y su último sencillo fue editado el 31 de marzo de 1996. Numerosos sencillos suyos encabezaron las listas Oricon de Japón, incluyendo su mayor éxito, "Samishii Nettaigyo".
Members:
of Sachiko Suzuki (鈴木早智子 Suzuki Sachiko?, b. 22 de febrero de 1969) and Shoko Aida (相田翔子 Aida Shōko?, b. 23 de febrero de 1970).

## Historia de las Wink
En 1987, Sachiko Suzuki y Shōko Aida participaron en un concurso de belleza realizado por la revista "Up to boy". Sachiko fue la ganadora, mientras que Shōko fue una de las finalistas. Como resultado, Wink se formó al año siguiente, y en abril hicieron su debut con el sencillo "Sugar Baby Love", un cover de una canción inglesa del grupo The Rubettes. Efectivamente, muchas canciones de las Wink eran versiones de canciones occidentales, pero cantadas en japonés y con unas letras diferentes
"Sugar Baby Love" y su próximo sencillo, "Amaryllis", tuvieron un éxito discreto, no fue hasta el lanzamiento de su tercer sencillo "Ai ga Tomaranai ~ turn into~ Love" (una versión de "Turn It Into Love" de Kylie Minogue) al año siguiente en el que alcanzaron la popularidad. Rápidamente se convirtieron en las número 1 en las listas de Oricon, con muchos de sus singles. Durante aquel tiempo, Wink también tuvo su propia cadena de tiendas, "Winkers", donde se vendían mucho merchandising de Wink. Existen sólo tres tiendas en la zona de Harajuku de Tokio.
Wink tenía un estilo diferente y una imagen que muchas otras ídolos del Jpop de aquella época querían imitar. Las Wink hacían miles de expresiones mientras cantaban, y casi nunca sonreían. También solían vestirse de fashions lolitas, y casi parecían muñecas de porcelana, hecho que les ayudaba en su popularidad.

### La desintegración de Wink
Sin embargo, a comienzos de los 90, las ventas de Wink comenzaron a disminuir. Sus singles raramente llegaban a ser número 1, a pesar de que siguieron vendiendo considerablemente hasta 1994. En los 90, muchos buscaban una música más fresca, y el Eurobeat se hizo popular gracias a Tetsuya Komuro y muchos artistas le siguieron, muchos de ellos bajo la compañía avex trax. En 1995, Wink intentando recuperar las ventas tomaron como estilo el Euro Dance con "JIVE INTO THE NIGHT ~Yaban na Yoru ni~", pero fue un fracaso, sólo llegaron al puesto 92 de la Oricon. Su siguiente sencillo, "Angel Love Story ~Aki-iro no Tenshi~", fue algo mejor, sin embargo las ventas no acompañaron. Frente a esto, Wink decidió disolverse oficialmente en 1996.

## Carreras en solitario
Después de Wink, Sachiko y Shōko se convirtieron en personajes famosas de TV, apareciendo en muchos programas, aunque no lo hacían juntas. También continuaron grabando música como solistas; editaron su primer trabajo en solitario en 1992, y después de la ruptura, sacaron sus primeros singles como solistas. Su música en solitario es muy diferente de la música que hicieron como Wink, por ejemplo, la música de Shōko cuenta con un estilo más mediterráneo. 
En 2004, Shōko hizo un DVD y un álbum de fotos llamado Aegekai (エーゲ海, El Mar Egeo?) Con la entonces miembro de Morning Musume, Kaori Iida. 
En 2002, el Ai ga Tomaranai de Wink, que era una versión de la canción Turn it into love de Kylie Minogue fue versionada por Puffy AmiYumi en su álbum The Hit Parade, que contenía versiones de éxitos de los 70 y 80.
En 2004, el clásico de Wink, "Samishii Nettaigyo" fue versionado por W (Double You) en su álbum Duo U&U. También, en el sencillo W's "Koi no Fuga", las b-side hizo una versión de "Furimukanaide," que Wink también versionó en su momento (la canción era originalmente de The Peanuts).
En 2005, "Samishii Nettaigyo" fue versionada por la ex-Morning Musume, Kaori Iida y Ruca en el programa de cocina casual de Flet.
En 2017, "Samishii Nettaigyo" fue versionada por el dúo FEMM para su segundo álbum "80's/90's J-Pop Revival"

## Discografía

### Álbumes

#### Álbumes originales
- Moonlight Serenade
- Especially for You ~Yasashisa ni Tsutsumarete~
- Twin Memories
- Velvet
- Crescent
- Queen of Love
- Sapphire
- Each side of screen
- Nocturne ~Yasoukyoku~
- Aphrodite
- BRUNCH
- overture!
- voce
- Flyin' High

#### Otros álbumes
- At Heel Diamonds (miniálbum)
- Fairy Tone (karaoke álbum)
- Wink First Live Shining Star (álbum directo)
- Wink Hot Singles
- Fairy Tone II (karaoke álbum)
- Diamond Box (álbum grandes éxitos)
- Raisonné (colección singles)
- Diary (álbum grandes éxitos)
- Back to front (B-sides colección)
- Reminiscence (best-of album)
- WINK MEMORIES 1988-1996 (álbum grandes éxitos)

### Sencillos
- Sugar Baby Love
- Amaryllis
- Ai ga Tomaranai ~Turn It Into Love~
- Namida wo Misenaide ~Boys Don't Cry~
- Samishii Nettaigyo
- One Night in Heaven ~Mayonaka no Angel~
- Sexy Music
- Yoru ni Hagurete ~Where Were You Last Night~
- New Moon ni Aimashō
- Kitto Atsui Kuchibiru
- Manatsu no Tremolo
- Haitoku no Scenario
- Tsuioku no Heroine / Image na Kankei
- Matenrō Museum
- Furimukanaide
- Real na Yume no Jōken
- Eien no Lady Doll (versión japonesa del tema " Vuela, vuela ")
- Kekkon Shiyō Ne
- Sakihokore Itoshisa yo
- Itsumademo Suki de Itakute
- Twinkle Twinkle
- Cherie Mon Cherie
- Watashi-tachi Rashii Rule
- JIVE INTO THE NIGHT ~Yaban na Yoru ni~
- Angel Love Story ~Aki-iro no Tenshi~